# Elisolimax
Elisolimax é um género de gastrópode  da família Helicarionidae.
Este género contém as seguintes espécies:
- Elisolimax flavescens
- Elisolimax rufescens Simroth